# Eastern Shore of Virginia National Wildlife Refuge

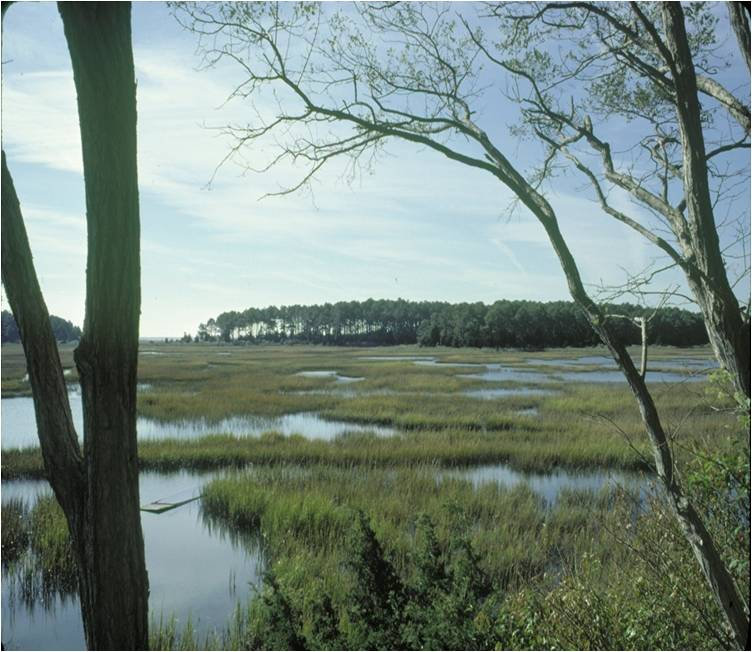
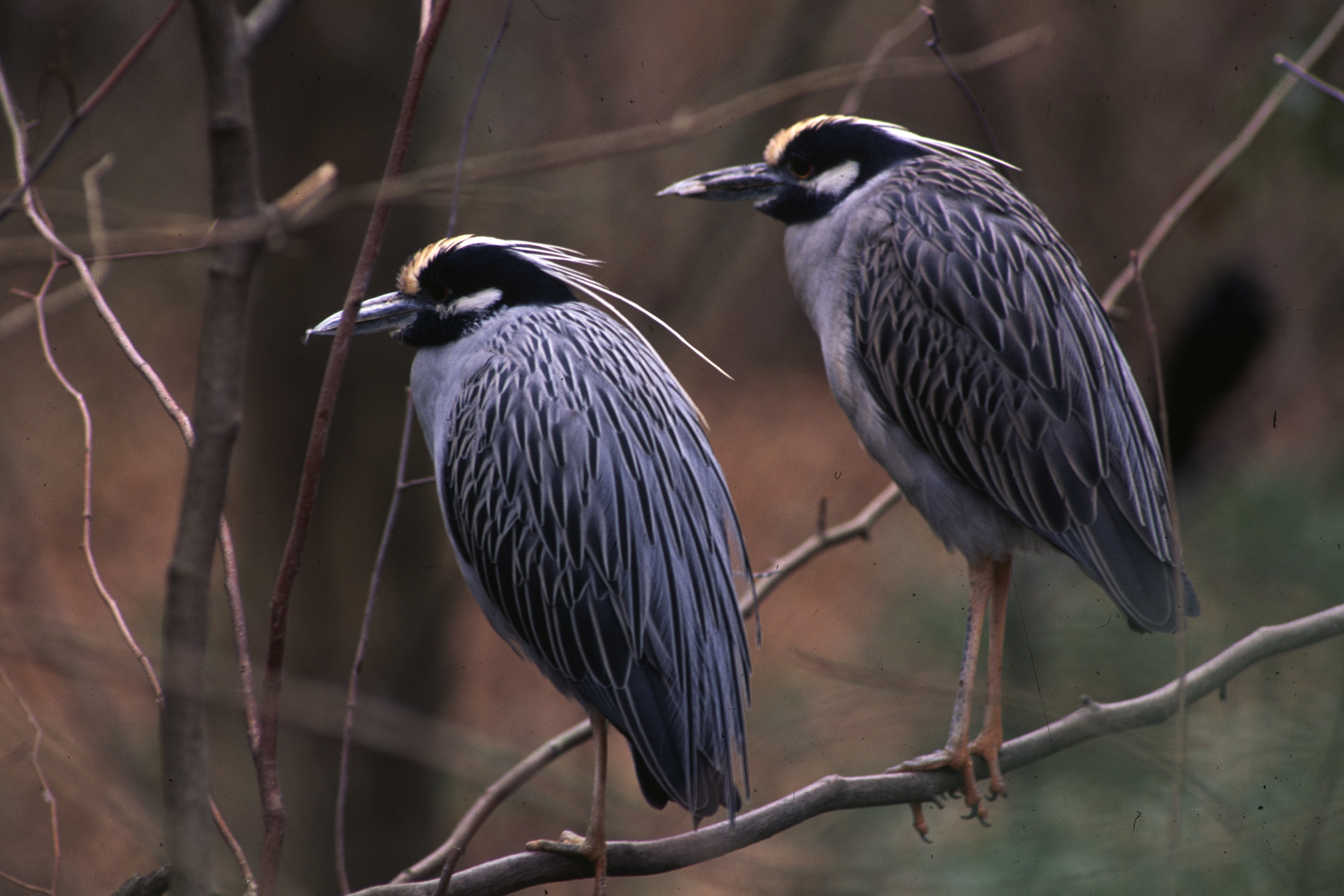
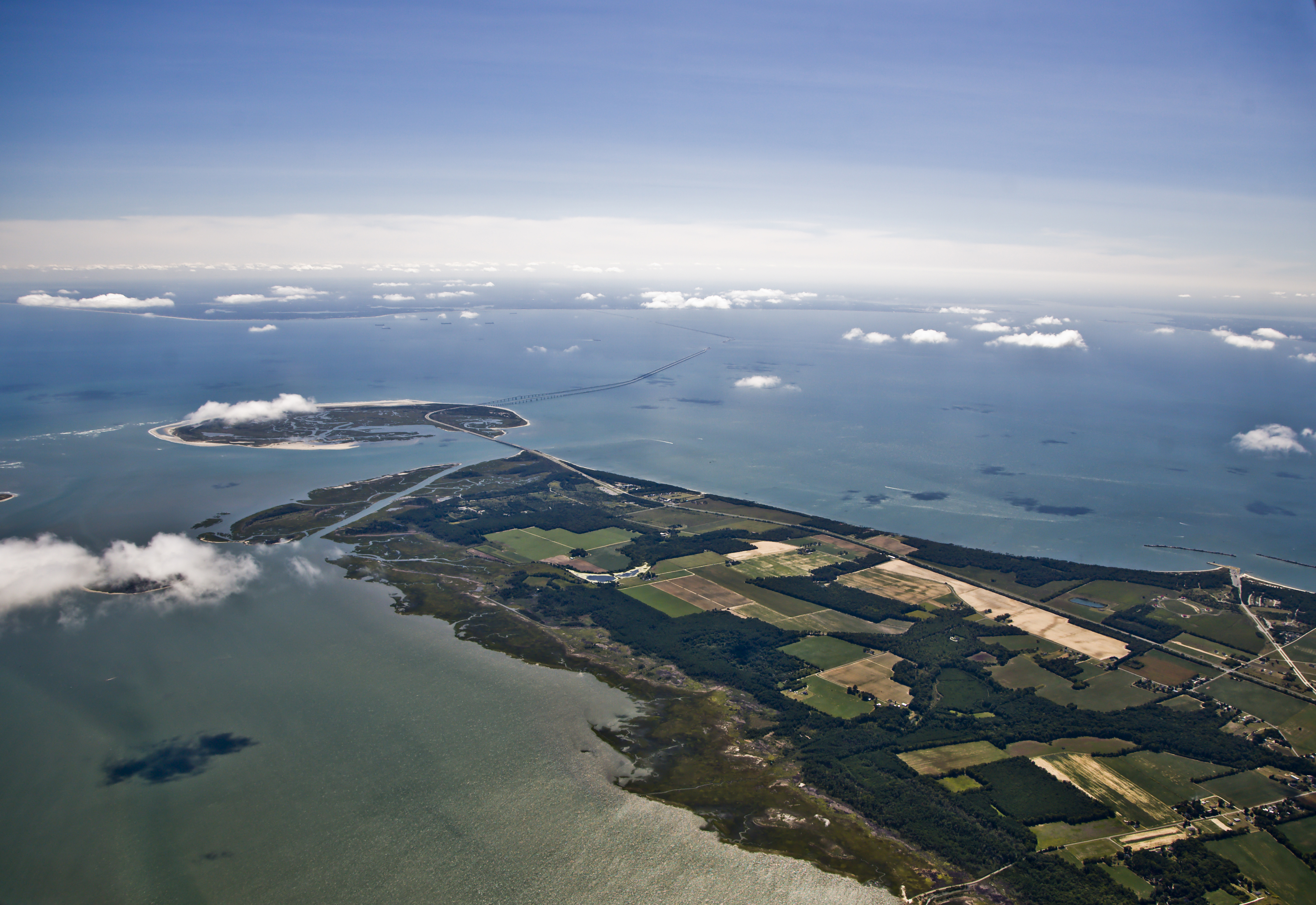
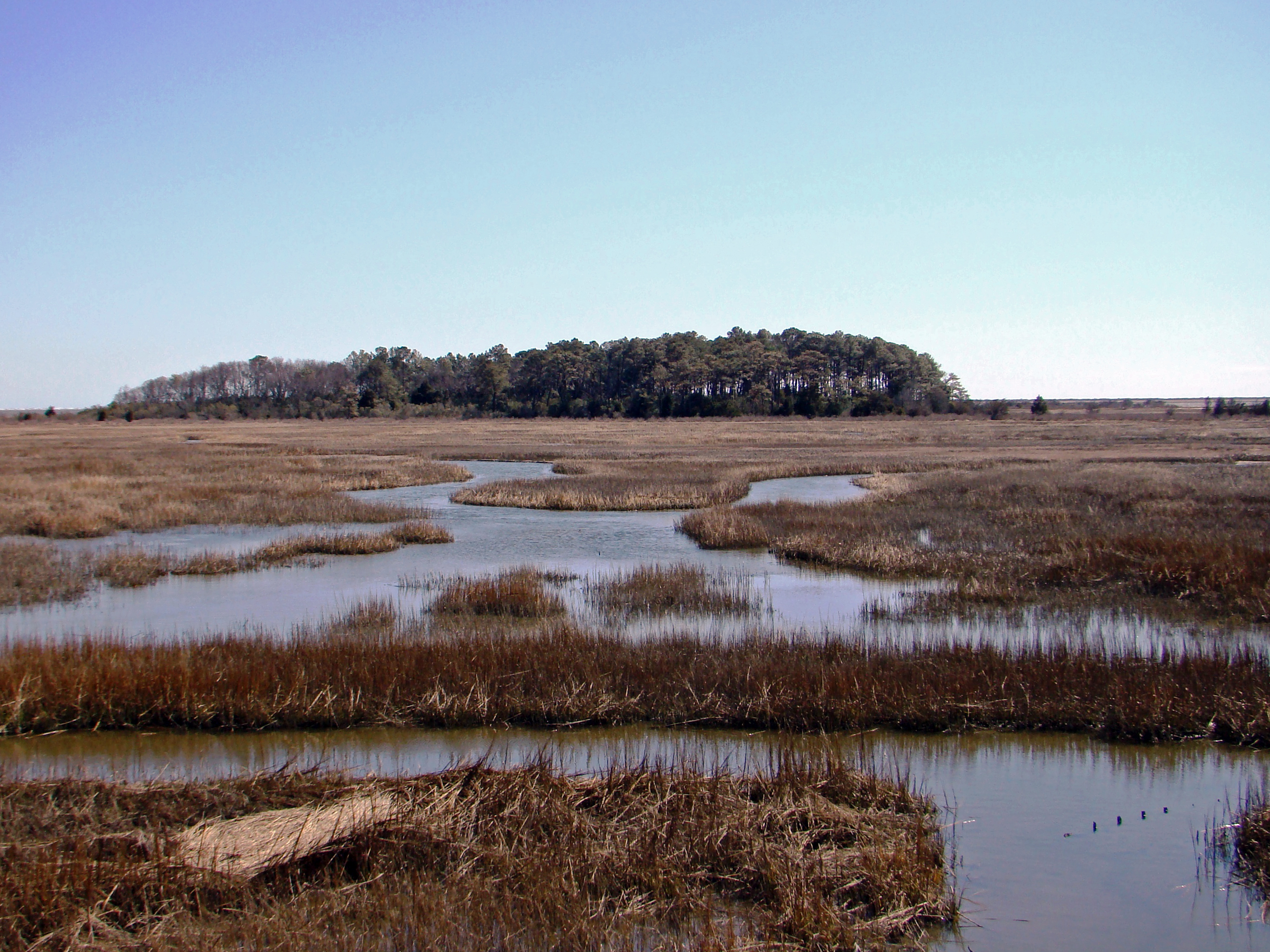

L'Eastern Shore of Virginia National Wildlife Refuge est une aire protégée américaine située dans le comté de Northampton, en Virginie. Ce National Wildlife Refuge de 29,23 km2 a été fondé en 1984.